# Pòrtol
Pòrtol és un poble del terme de Marratxí (Mallorca), situat entre Sa Cabaneta, Santa Maria del Camí, Santa Eugènia i Puntiró.

## Situació i geografia
Pòrtol ocupa un petit coll, a 182 m. d'altitud, entre les elevacions de Son Seguí i Puntiró d'una banda i de Son Cós per una altra. El 1994 ocupava una superfície urbana de 83,3 ha.

## Població
El 2011 tenia 3.331 habitants (anomenats portolans) que representaven el 15,86% del total de la població de Marratxí. El 1991 tenia 1.814 habitants, el creixement de les dues darreres dècades ha estat important.
| 2000  | 2001  | 2002  | 2003  | 2004  | 2005  | 2006  | 2007  | 2008  | 2009  | 2010  | 2011  |
| 2.176 | 2.229 | 2.325 | 2.450 | 2.558 | 2.640 | 2.772 | 2.863 | 3.061 | 3.182 | 3.244 | 3.331 |

## Història
Hi ha importants restes prehistòriques. Cal destacar les coves naturals des Boc, Can Torres, Can Pistola i sa Vileta. També hi ha la cova d'enterrament pretalaiòtica de Son Caulelles.
El nucli va néixer a partir de l'establiment (s. XVI) de la possessió de Pòrtula. L'alqueria Pòrtula ja es documenta el 1242.

## Economia i societat

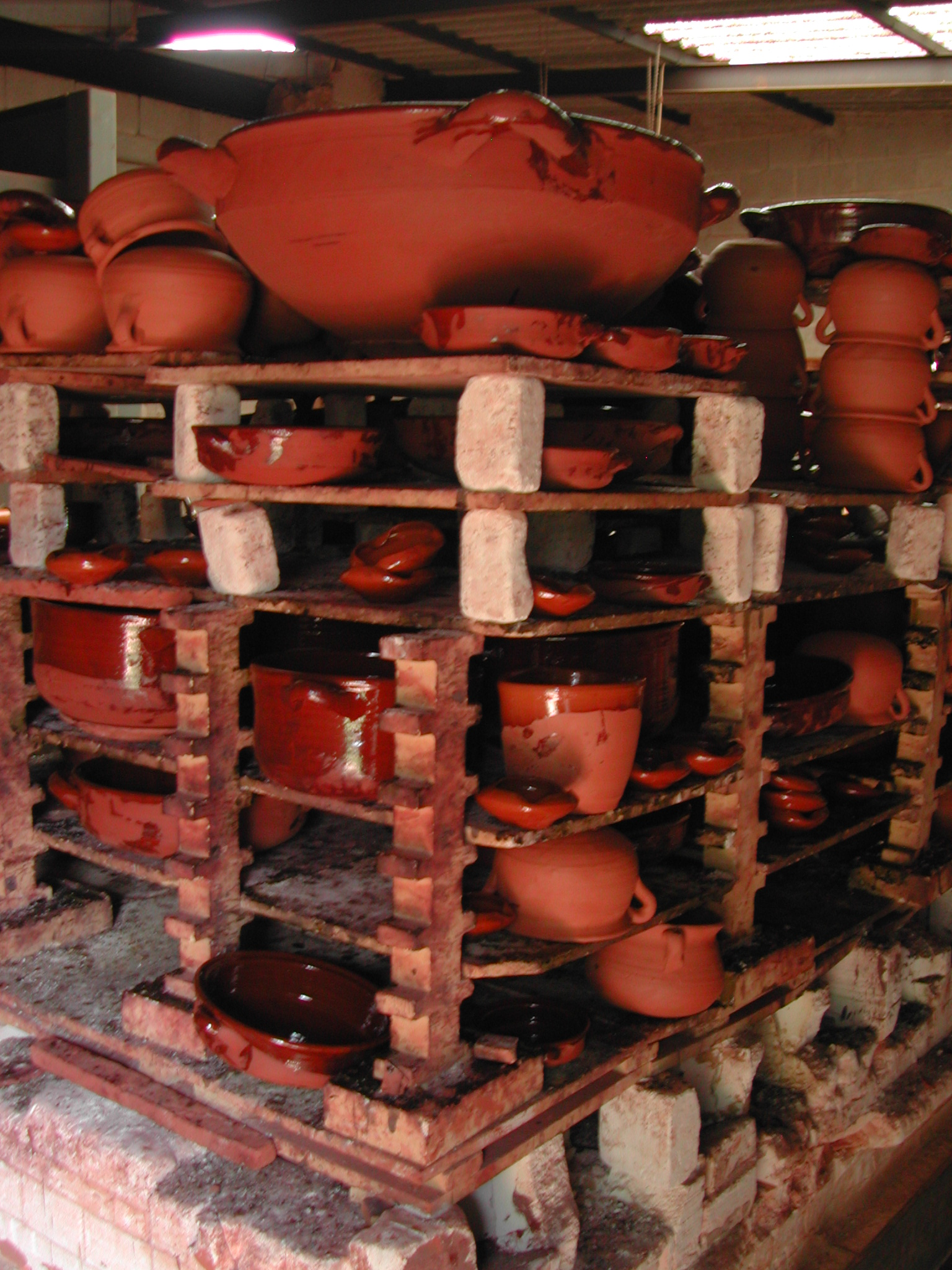
Fornada d'olles

Des de finals del s. XIX hi ha una important producció de ceràmica. També va ser destacable l'activitat agrària (cereals, lleguminoses, elaboració de pebre bord i ramaderia).
Diverses personalitats de l'àmbit cultural -com el monjo i historiador Josep Massot i Muntaner, el filòleg i impulsor de la revista Pòrtula i de la Marratxipèdia Gabriel Massot i Muntaner, el lingüista Gabriel Bibiloni, l'historiador i músic Tomeu Canyelles, el periodista i músic Raphel Pherrer o l'escriptor Rafel Crespí-, i en l'àmbit esportiu -com la futbolista Cata Coll- són originaris de Pòrtol.